# ペルヴィカクロミス・プルケール
ペルヴィカクロミス・プルケール(Pelvicachromis pulcher)は、スズキ目シクリッド科に属する淡水魚である。原産地はナイジェリアとカメルーンで、いわゆるアフリカン・シクリッドの一種である。最大でオスで全長12cmほど、メスで全長8cmほどという小型種だが、雌雄ともに美しい体色を見せる。一般には肉食魚とされる事も多いが、野生個体は藻類などを主に食しどちらかと言えば草食傾向が強い。雌雄ともに子の世話を行う事が知られている。体色の美しさや飼育の容易さから古くから観賞魚（熱帯魚）として人気があり、日本ではペルマトという名で流通する事も多い。

## 分類と名称
本種は1901年にジョージ・アルバート・ブーレンジャーによって、学名Pelmatochromis pulcher としてはじめて記載された。それに続き後行のシノニム（Pelmatochromis aureocephalus や、Pelmatochromis camerunensis ）や種の誤認による学名（Pelmatochromis kribensis など）も使われるようになった。これらのシノニムの中には現在でも観賞魚業界で使用されているものがいくつかあり、種の同定が困難な状況を招いている。なおPelmatochromis 属は1968年にThys van den Audenaerdeによって再検討がなされ、この時に本種をタイプ種として Pelvicachromis 属（ペルヴィカクロミス属）が創設された。
属名のPelvicachromis は「腹部の美しい色彩」という意味、種小名のpulcher は「美しい」という意味をそれぞれ表しているという。日本においては輸入開始当初は学名がPelmatochromis kribensis とされていたため、現在でもその属名を省略した「ペルマト」という呼び名で流通する事も多い。

## 形態

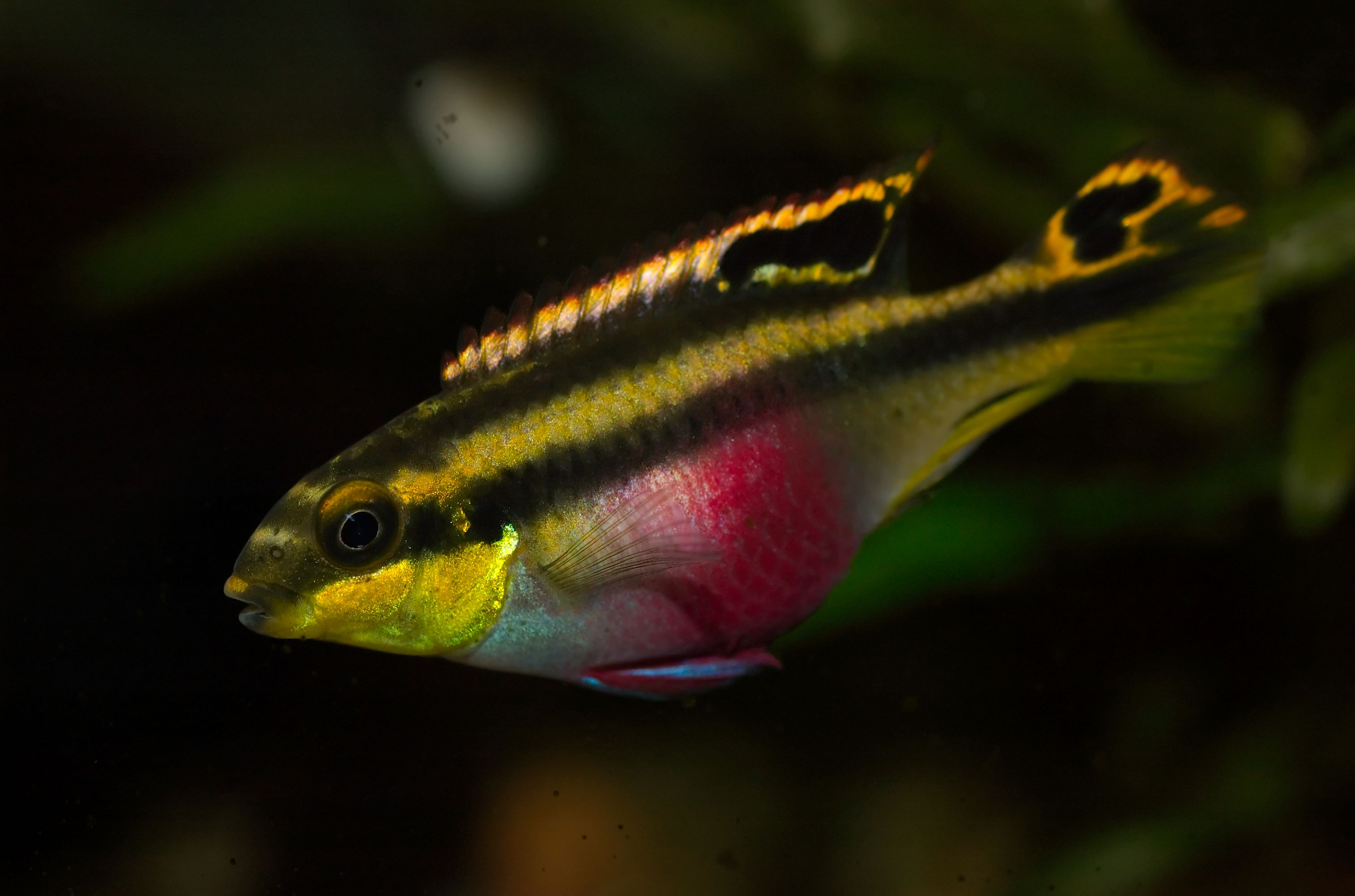
繁殖期に美しい色彩をみせるメス。

野生下ではオスは最大で全長12.5cm、体重9.5gに達する。一方メスはより小さくずんぐりとした体型をしており、最大で全長8.1cm、体重9.4gに達する。背鰭は14-17棘、8-10軟条。臀鰭は3棘、6-8軟条。両顎には4から5の歯列がある。オスの方が背鰭、臀鰭がよく伸長する。オスの尾鰭はスペード状になり、中央がややとがる。
雌雄ともに体色は美しいが、オスよりもメスの方が色が濃い場合が多い。また、個体や加齢によっても色彩の変異がみられる。体色の基調色は淡黄色。尾鰭から口にかけては暗色の縦条があり、腹部はピンク色から赤色になる。腹部の色彩は繁殖や求愛などの状況によっても変化を見せる。背鰭や尾鰭には金色で縁取られた黒色の目玉型の斑点が入ることがある。幼魚は地味な体色をしており、生後6か月になるまでは性的二型を示さない。

## 分布
原産地はナイジェリア南部と、カメルーンの沿岸部である。当地では暖かい（水温24-26℃）、弱酸性から中性（pH5.6-6.2）で、軟水(CaCO3濃度12–22mg L−1)の河川に生息する。原産地のほか、ハワイにも観賞目的で持ち込まれた個体が定着し移入分布している。
流れの早い所にも遅い所にも生息するが、水草の密生した場所の近くでしか見られない。生息場所が重なる魚としては、同属種であるペルヴィカクロミス・タエニアートゥス(P. taeniatus )やその他のシクリッドをはじめ、カラシン目アレステス科の種、カダヤシ目アポロケイルス科の種などがいる。 

## 生態

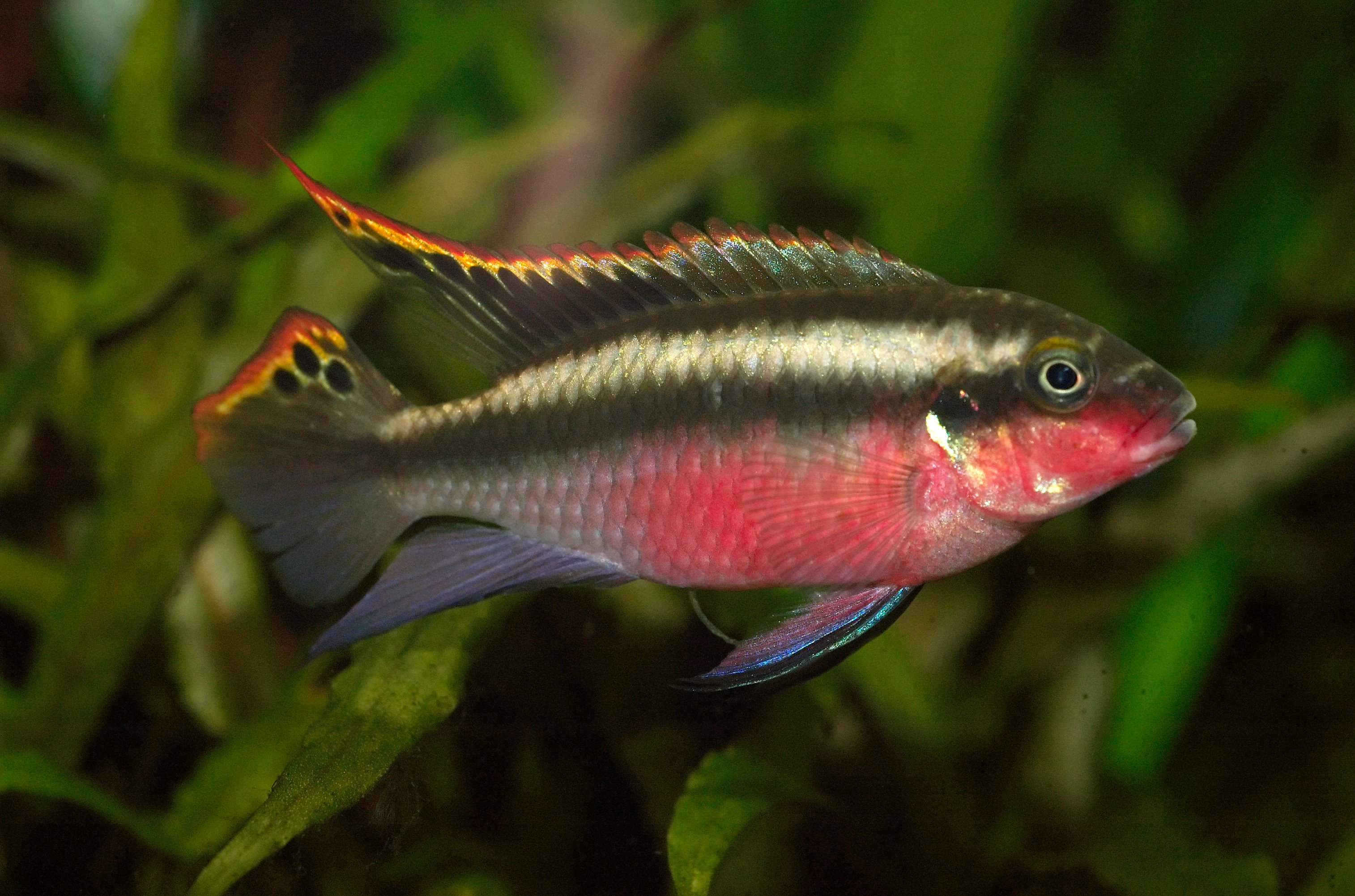
繁殖期のオス。

### 捕食者への対抗
本種はアフリカンパイクカラシンやナイルパーチなどの多くの好流水性の捕食者の獲物となる。野生下ではこれらの捕食者への防御策として水草の下に穴を掘ってそこに隠れることが知られており、この穴は繁殖の際にも使用される。しかしながらすべての個体がこのような縄張りを主張するわけではなく、多くの個体は繁殖を目的としない大きな群れをつくって生活する。

### 食性
観賞魚を扱ったいくつかの書籍の記述には、本種が蠕虫の類や甲殻類、昆虫を捕食しているという推測がみられるが、野生下での胃の内容物の分析によりこの推測は間違っていることが示されている。Nwadiaroによる1985年の研究では161個体の胃の内容物が調べられ、本種が珪藻や緑藻、高等植物の破片、藍藻などを捕食していることが分かった。無脊椎動物も捕食はしてはいたものの、野生個体にとっては比較的まれな食物であることが判明した。

### 繁殖
観賞魚を扱った書籍では本種が一夫一妻のペアをつくるとの記述がみられるが、野生下では一夫多妻のハーレムもそれほど珍しい事ではない。野生下での詳しい繁殖生態についての情報は限られているが、洞の中に隠れて産卵する習性があるとみられる。野生下では、水草の根元に掘った洞の中で繁殖行動をする事が知られている。飼育下では人工の洞も繁殖場所として普通に用いるが、それらの中でも産卵の前にさらに洞を掘る行動が見られる。卵は基質への付着性があり、洞の上面に産みつけられる。卵はサイズが短径1.0mm、長径1.2mmほどで乳白色を呈し、飼育下では一度に50個から200個ほど産みつけられる。産みつけられて2〜3日ほどで卵は孵化し、孵化後3〜4日で仔魚は遊泳をするようになる。この時の体長は全長6.5mm程度。孵化後30日で全長10〜13mmとなり、体に模様が現れ始める。両性ともに積極的に子の世話を行い、その世話はふつう21日間から28日間ほど続く。世話には子や卵の防衛や、子を一箇所に集めること、子に餌を与えることなどが含まれる。ただし、メスは主に直接的な子の世話に従事し、一方オスは主に縄張り防衛を行う。複数のオスが一つの縄張りを共同で守る例も知られている。pHの下降とともに子の性比はメスに偏る。野生下では性比が地域により異なる例も知られている。繁殖中のペアが、自分たちの子と同年代の同種他個体の子を、自分の子と一緒に育てる行動が飼育下の実験でみられている。この行動は、一緒に育てる子の数を増やす事で自分の子が捕食されるリスクを相対的に薄める、という適応的意味があると推測されている。オスの色彩の違いが、その繁殖行動の違いの指標となっている例がある。例えばある地域で採集された体色の赤いオスは、同じ地域で採集された体色の黄色いオスよりも、より攻撃的でより多くのメスとペアを作っている傾向があるという。

## 人間との関係

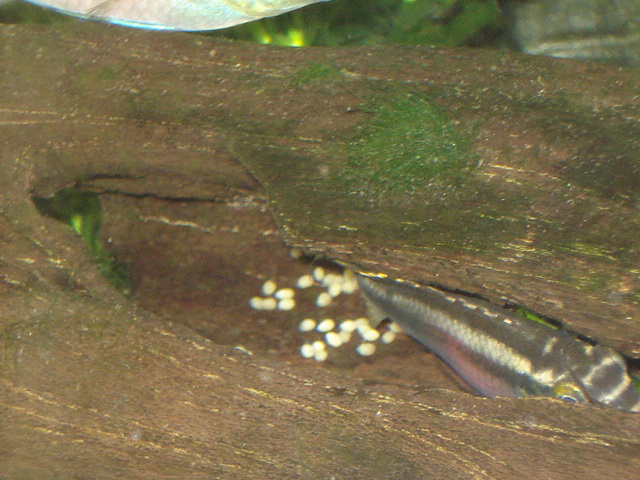
飼育下で産卵し卵を守るメス。

古くから観賞魚としての人気が高く、ドイツでは1910年代から紹介され、日本にも1958年に初輸入されている。野生個体の保全状態についてはIUCNにより軽度懸念(LC)と評価されており、ナイジェリアでの油田開発や森林伐採が脅威となる可能性はあるものの、現在のところ絶滅の危険性は低い。

### 飼育
日本では東南アジアで養殖された個体が1年を通じて供給され、同属の中では最も普及している飼育の容易な入門種である。水質は弱酸性から弱アルカリ性まで幅広く適応し、水温は25℃から27℃が適当。温和な性格でテトラ類をはじめとした他魚との混泳も可能だが、やや臆病な面があるため水槽に導入する際は注意を要する。また、発情すると縄張りをつくり他魚に攻撃的になる。水槽の底の方に位置する事が多いため、岩や流木などの隠れ家を用意するのが良い。餌はイトミミズやアカムシなどの生き餌や人工飼料も含め選り好みせずよく食べる。

### 飼育下での繁殖
繁殖についても容易で、入門種とされている。幼魚を5匹程度入手すれば容易にペアが形成され、ペアが形成されれば混泳水槽の中でも繁殖を行うことがある。産卵場所には水槽内の流木の下や、岩組み、土管、植木鉢の中、水槽の側面など、外から見えにくい様々な場所が選ばれる。遊泳をはじめた仔魚にはブラインシュリンプや稚魚用人工飼料を与えるとよい。

### 改良品種
アルビノ個体が品種として固定され流通している。通常のアルビノは劣性遺伝するが、現在流通している本種のアルビノは劣性形質ではなく、むしろ不完全優性によって現れた形質だとみられる。本種のアルビノは他種のアルビノ品種と同じく赤色や黄色の色素を保持しているが、それに加え他種のアルビノとは違って背鰭と尾鰭にメラニン色素の斑点がみられる。Langhammerによる1982年に出された報告によれば、一般に流通している本種のアルビノ個体の雌雄をかけ合わせたところ、子の75％はアルビノで、25％は野生型の体色を示したという。アルビノの子の中には完全にメラニン色素を欠乏している個体と、親と同様一部の鰭にメラニン色素がみられる個体が含まれていたという。